# 립스 잉크
립스 잉크(Lipps Inc.)는 미국의 밴드이다. 1980년 노래 "Funkytown"이 전세계적으로 히트쳤다.